# Frank Wilczek
Frank Wilczek (* 15. května 1951 New York) je americký fyzik polsko-italského původu, profesor fyziky na MIT a nositel Nobelovy ceny za fyziku (2004), kterou obdržel spolu s Davidem Grossem z Kalifornské univerzity a Davidem Politzerem z Kalifornského technologického institutu „za objev asymptotické volnosti v teorii silné interakce“.
Získal řadu ocenění včetně Diracovy medaile, Sakuraiovy ceny, Lorentzovy medaile, Templetonovy ceny a pamětní medaile MFF UK.

## Životopis
Narodil se 15. května 1951 v New Yorku. Jeho matka byla italského původu, otec pocházel z Polska. Wilczek navštěvoval střední školu Martina van Burena, kde jeho rodiče a vyučující rozpoznali Wilczekův talent. Již od dětství ho velmi bavily matematické hádanky a záhady, zaujal ho také výzkum vesmíru. Rozhodl se tedy pro vysokoškolské studium matematiky. Roku 1970 získal bakalářský titul na Chicagské univerzitě, v roce 1972 magisterský titul na Princetonské univerzitě, již v této době ho ale začala zajímat fyzika, především fyzikální symetrie a elektroslabé interakce, proto nastoupil k doktorskému studiu u Davida Grosse. O dva roky později získal z fyziky doktorský titul. V Princetonu poté do roku 1981 vyučoval a získal zde i titul profesora. Následně působil na Kalifornské univerzitě v Santa Barbaře, Harvardově univerzitě a na Institutu pro pokročilá studia v Princetonu. Od roku 2000 zastává funkci profesora na Massachusettském technologickém institutu.
V roce 2004 získal Wilczek, jeho postgraduální vedoucí David Gross a také David Politzer Nobelovu cenu za fyziku za 31 let starou práci, kdy objevili asymptotickou volnost v silné interakci. Jedná se o skutečnost, že v případě kdy k sobě budeme přibližovat dvě barevně nabité částice (barva je druh náboje v silné interakci), velikost interakce mezi nimi bude slábnout až k nule pro velmi malé vzdálenosti mezi částicemi. Naopak budeme-li od sebe částice vzdalovat, intenzita silné interakce bude rychle narůstat a znemožní nám dvě barevně nabité částice (například kvarky) pozorovat odděleně. Pokusíme-li se částici složenou z kvarků rozdělit, musíme vložit tak velké množství energie, že vzniknou dvě nové částice, v nichž budou kvarky opět pevně vázány. Tento výsledek byl nezbytný pro formulaci kvantové teorie silné interakce nazvanou kvantová chromodynamika. Wilczekovi bylo v době objevu pouhých 21 let.
Jeho další výzkum se týkal zejména hypotetických elementárních částic zvaných axiony, z nichž by se mohla skládat temná hmota, kvazičástic anyonů a kvantové teorie pole. Podílel se však i na pracích z oblasti astrofyziky a částicové fyziky.
V současnosti se zabývá souvislostmi mezi částicovou fyzikou a kosmologií nebo kvantovou teorií černých děr.
Kromě Nobelovy ceny získal i další ocenění, například UNESCO Dirac Medal, Sakurai Prize nebo Lorentzovu medaile. V roce 2000 byl jmenován členem Nizozemské královské akademie umění a věd. O tři roky později navštívil Česko a získal zde Pamětní medaili Matematicko-fyzikální fakulty UK. V lednu 2013 obdržel čestný doktorát na Uppsalské univerzitě.
Profesor Wilczek je jedním z nejvýznamnějších žijících teoretických fyziků, je ovšem též popularizátorem vědy. Píše do časopisů Physics Today a Nature, přednáší pro veřejnost a píše knihy. Je rovněž členem Society for Science & the Public, která se snaží o šíření nejnovějších objevů mezi veřejnost.
Překlad jeho publikace The Lightness of Being vyšel pod názvem Lehkost bytí i v českém překladu od Nakladatelství Paseka, Nakladatelství Argo a Nakladatelství Dokořán.
Objevil se také v televizní show iluzionistů Penne Jilletteho a Raymonda Tellera, známých ateistů a skeptiků, kde byl představen jako nejchytřejší člověk, který tuto show navštívil.
Frank Wilczek je ženatý s americkou bloggerkou a novinářkou Betsy Devine, mají spolu dvě dcery Amity a Miru.

## Vybrané publikace

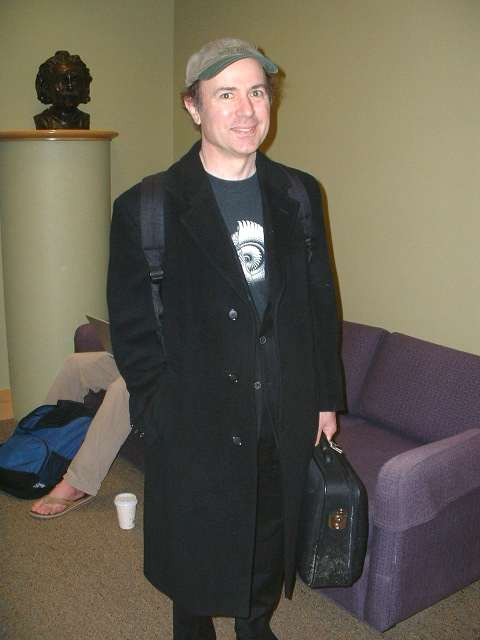
Frank Wilczek na Harvardu

- D. J. Gross and F. Wilczek, "Asymptotically Free Gauge Theories", Phys. Rev. D8 3633 (1973) Archivováno 9. 6. 2020 na Wayback Machine.
- D. J. Gross and F. Wilczek, "Ultraviolet Behavior of non-Abelian Gauge Theories", Phys. Rev. Lett. 30, 1343 (1973) Archivováno 5. 7. 2008 na Wayback Machine..
- F. Wilczek, "Quantum Mechanics Of Fractional Spin Particles", Phys. Rev. Lett. 49, 957 (1982) Archivováno 9. 6. 2020 na Wayback Machine.
- F. Wilczek, "Problem Of Strong P And T Invariance In The Presence Of Instantons", Phys. Rev. Lett. 40, 279 (1978) Archivováno 9. 6. 2020 na Wayback Machine.
- T. Schafer and F. Wilczek, "Continuity of quark and hadron matter", Phys. Rev. Lett. 82, 3956 (1999), arXiv:hep-ph/9811473.
- F. Wilczek, "Quantum field theory", Rev. Mod. Phys. 71, S85 (1999), arXiv:hep-th/9803075.
- F. Wilczek, "Riemann-Einstein structure from volume and gauge symmetry", Phys. Rev. Lett. 80, 4851 (1998), arXiv:hep-th/9801184.